# Principio di continuità normativa
Il principio di continuità normativa, nel diritto italiano, è un principio giuridico rientrate nell'attuazione del regionalismo affermato dalla Corte Costituzionale italiana, nella sentenza della Corte Costituzionale 11 gennaio 1974, n. 13

## Descrizione
Secondo tale principio, il sopravvenire di nuove norme formalmente costituzionali, determina l'invalidazione delle norme anteriori che divengano con esse incompatibili, con riferimento a determinati settori od a materie particolari, in cui sono preminenti gli aspetti organizzativi, il rigore degli anzidetti principi risulta temperato, in virtù di espresse disposizioni dei testi costituzionali, dal principio di continuità.